# دکورین
دکورین (انگلیسی: Decorin) نام پروتئینی است که در انسان توسط ژن «DCN» کد می‌شود.
وزن مولکولی این پروتئین کوچک، به‌طور معمول ۹۰ تا ۱۴۰ کیلو دالتون است و در ماتریکس سلولی یا خارج‌سلولی قرار داشته و از لحاظ ساختار شبیه به بای‌گلایکن است و تصور بر آن است که این دو پروتئین، حاصلِ پدیدهٔ مضاعف شدن ژن باشند.
دکورین یکی از اجزای بافت همبند بوده و به رشته‌های باریکِ کلاژن نوع ۱ متصل شده در ساخت ماتریکس برون‌یاخته‌ای شرکت دارد.
میزان این پروتئین در کلوئید در مقایسه با پوست سالم، کمتر است.
دکورین در تنظیم خودخواری و لایه درون رگی نقش دارد و از رگ‌زایی جلوگیری می‌کند.
در سال‌های اخیر یک نقش القاکنندهٔ ساخت ماهیچه (میوکین) هم برای آن قائل شده‌اند که از طریق اتصال به میوستاتین، موجب هایپرتروفی عضلانی می‌شود.